# El món perdut: Jurassic Park
El món perdut: Jurassic Park (títol original en anglès: The Lost World: Jurassic Park) és una pel·lícula estatunidenca de 1997 dirigida per Steven Spielberg, segona part del Parc Juràssic. Aquesta pel·lícula ha estat doblada al català. Jeff Goldblum, Richard Attenborough, Joseph Mazzello Jeff Goldblum, Richard Attenborough, Joseph Mazzello i Ariana Richards repeteixen els seus papers de la pel·lícula original amb Julianne Moore, Pete Postlethwaite i Arliss Howard unint-se al repartiment.
Quatre anys després de la pel·lícula original, John Hammond (Attenborough) perd el control de la seva empresa InGen davant el seu nebot, Peter Ludlow (Howard). A punt de la fallida, Ludlow té la intenció d'explotar els dinosaures de la segona illa d'InGen, Illa Sorna, amb plans per a un nou parc temàtic de dinosaures a San Diego. Hammond envia un equip, liderat per l'excèntric teòric del caos i matemàtic Ian Malcolm (Goldblum), a l'illa per documentar els dinosaures i fomentar la no interferència, tot i que els dos grups finalment entren en conflicte.
Després de l'estrena de la novel·la original i l'èxit de la primera pel·lícula, els fans van pressionar a Crichton per una seqüela. Després de la publicació del llibre el 1995, va començar la producció d'una seqüela de pel·lícula. El rodatge va tenir lloc de setembre a desembre de 1996, principalment a Califòrnia, amb un rodatge a Kauai, Hawaii, on es va rodar la primera pel·lícula. La trama i les imatges de El món perdut són substancialment més fosques que Parc Juràssic. Fa un ús més extens del CGI per representar els dinosaures, juntament amb animatrònica a mida real. La pel·lícula va ser produïda per Universal Studios. Aleshores, és la primera pel·lícula que revela el seu nou logotip que servirà fins al 2012.
El món perdut va ser una de les pel·lícules més esperades del 1997. Va anar acompanyada d'una campanya de màrqueting de 250 milions de dòlars, que incloïa videojocs, còmics i joguines. Estrenada el 23 de maig de 1997, la pel·lícula va rebre crítiques diverses, que van elogiar els efectes visuals però van criticar el desenvolupament del personatge. Spielberg també va expressar la seva decepció amb la pel·lícula, afirmant que s'havia desencantat cada cop més amb ella durant la producció. La pel·lícula va recaptar 618,6 milions de dòlars a tot el món, convertint-se en la segona pel·lícula més taquillera de 1997 de 1997. Va obtenir una nominació als Premi de l'Acadèmia en Millors efectes visuals. Una seqüela, Parc Juràssic III, es va estrenar el 2001.

## Argument
Els dinosaures del Parc Juràssic, ara lliures en una segona illa selvàtica, l'illa Sorna, van per on volen fins que un antic director de la companyia InGen de John Hammond decideix salvar l'empresa amb els diners que recapti exhibint als animals en un zoològic de San Diego. Per a això contracta a Roland Tembo, un caçador expert, i a tot un petit exèrcit de mercenaris, i s'embarca en un safari per a capturar les enormes bèsties prehistòriques.
El que no sap és que Ian Malcolm (Jeff Goldblum), està a l'illa tractant de salvar a la seva esposa (interpretada per Julianne Moore), que va a l'illa enviada precisament per John Hammond a fotografiar a les criatures. I farà el possible per a arruïnar els seus propòsits, a més de lluitar per sobreviure en un món perdut ple de Tiranosaures colossals, feroços Velociraptors i diminuts però enganyosos.
Ian Malcolm i la seva família assoleixen salvar-se de l'atac dels rèptils, però un Tiranosaure adult i el seu fill són capturats pels mercenaris d'InGen i lamentablement l'adult assoleix escapar, deslligant el caos a San Diego. Després d'una intensa persecució i arriscant la seva vida, en Malcolm i l'exèrcit dels EUA reïxen a capturar la bèstia i tornar-la a l'illa. John Hammond al final demana al govern de Costa Rica i al món sencer que deixin en pau als dinosaures i acaba dient: La vida trobarà la forma.

## Repartiment
- Jeff Goldblum (Ian Malcolm) - Un matemàtic i teòric del caos. També a Parc Juràssic
- Julianne Moore (Sarah Harding) - Xicota d'en Malcolm i paleontòlega del comportament.
- Vince Vaughn (Nick Van Owen) - Un experimentat documentalista, fotoperiodista i ecologista.
- Pete Postlethwaite (Roland Tembo) - Un caçador de renom que s'adhereix al seu estricte codi moral.
- Vanessa Lee Chester (Kelly Curtis) - La filla de Malcolm que s'amaga al tràiler de suport per estar amb ell.
- Arliss Howard (Peter Ludlow) - El cobdiciós nebot d'en Hammond que ha estat nomenat CEO d'InGen, el dolent principal de la pel·lícula
- Richard Attenborough (John Hammond) - L'antic CEO multimilionari d'InGen que pren mesures per redimir-se i preservar l'Illa Sorna. També a Parc Juràssic
- Peter Stormare (Dieter Stark) - El segon al comandament del grup InGen sota el control de Roland Tembo.
- Harvey Jason (Ajay Sidhu) - El millor amic i company de caça de Roland Tembo.
- Richard Schiff (Eddie Carr) - Un expert en equips de camp.
- Thomas F. Duffy (Robert Burke) - El paleontòleg dels caçadors InGen.
- Ariana Richards (Lex Murphy) - La germana gran d'en Tim i la néta d'en Hammond. També a Parc Juràssic
- Joseph Mazzello (Tim Murphy) - El germà petit de la Lex i el net d'en Hammond. També a Parc Juràssic
- Camilla Belle (Cathy Bowman) - Filla d'una família benestant que visita l'Illa Sorna.

## Producció

### Preproducció
Després de l'estrena de la novel·la, Parc Juràssic el 1990, Michael Crichton va ser pressionat pels fans per a una seqüela. En no haver escrit mai cap, inicialment es va negar. Mentre rodava l'adaptació cinematogràfica de la novel·la, el director Steven Spielberg va creure que si es fes una seqüela, implicaria la recuperació del recipient que contenia l'ADN de dinosaure perdut durant els esdeveniments de la primera pel·lícula. Steven Spielberg va dir que estava molt interessat en una nova part. Joe Johnston es va oferir a dirigir-lo, però Spielberg va insistir a supervisar ell mateix el projecte. Es va començar a parlar d'una pel·lícula seqüela després de l'estrena de Parc Juràssic el 1993, que va ser un èxit financer. Spielberg va mantenir discussions amb David Koepp i Crichton, que van escriure la pel·lícula anterior, per parlar de possibles idees per a una seqüela. El calendari de producció d'una segona pel·lícula de Parc Juràssic depenia de si Crichton escrigués una seqüela de la primera novel·la. Spielberg s'assabenta que Michael Crichton, l'autor de la novel·la original, està considerant una seqüela, i de seguida compra els drets.
El març de 1994, Crichton va dir que probablement hi hauria una seqüela tant de la novel·la com de la pel·lícula, dient que tenia una idea per a una altra novel·la, que després s'adaptaria a una pel·lícula. Aleshores, Spielberg no s'havia compromès a dirigir l'adaptació cinematogràfica de la nova novel·la, ja que tenia previst prendre un any de descans de la direcció. El març de 1995, Crichton va dir que gairebé havia acabat d'escriure la seqüela, prevista per a l'estrena més tard aquell any, tot i que es va negar a especificar el títol o la trama. En el moment d'aquest anunci, Spielberg havia signat per produir l'adaptació cinematogràfica, i el rodatge començarà a l'estiu de 1996 per a l'estrena el 1997. Spielberg estava ocupat amb el seu nou estudi DreamWorks i no havia decidit si ell dirigiria la pel·lícula, dient: "M'encantaria dirigir-la, però només ho he de veure. La meva vida està canviant".
Un equip de producció es va reunir la primavera de 1995, quan Crichton estava acabant la segona novel·la, titulada The Lost World; simultàniament, Spielberg i Koepp estaven desenvolupant idees per al guió. La novel·la de Crichton es va publicar aquell setembre, mentre que Spielberg es va anunciar com a director de l'adaptació cinematogràfica al novembre. El títol és una referència a Sir Arthur Conan Doyle i la seva novel·la d'aventures de 1912 El món perdut. David Koepp torna a ser l'encarregat d'adaptar l'obra de Crichton en forma de guió. Encara que aquesta darrera pel·lícula conservi un fotograma més o menys fidel a la novel·la, encara hi ha moltes diferències com ara capítols i personatges completament esborrats o remodelats. Per tal d'evitar possibles confusions amb les adaptacions de la novel·la de Conan Doyle, es va decidir afegir el títol de la saga. Spielberg i Crichton van acordar renunciar a les comissions inicials per una part del back-end. Es va dir que l'acord de Koepp era el més lucratiu per a una adaptació en aquell moment, amb una tarifa d'entre 1,5 i 2 milions de dòlars. Joe Johnston, que es va oferir a dirigir l'adaptació cinematogràfica, finalment va dirigir la següent pel·lícula, Parc Juràssic III (2001). El món perdut: Jurassic Park tenia prop de 1.500 storyboards, que van ajudar en la planificació precisa necessària per rodar escenes amb acció, dinosaures i efectes especials.

#### Guió
La trama de la novel·la El món perdut de Crichton implica una segona illa amb dinosaures però sense cap referència al recipient d'ADN dels dinosaures, que més tard es va utilitzar com a aspecte argumental en un esborrany inicial rebutjat per a Jurassic Park IV. Després que s'anunciés l'adaptació cinematogràfica de El món perdut, Koepp va rebre cartes de consells de nens que estaven interessats en la pel·lícula. Segons Koepp, una carta deia: "Mentre tinguis el T. rex i el Velociraptor, tota la resta està bé. Però facis el que facis, no tinguis una part llarga i avorrida al principi que no tingui res a veure amb l'illa". Koepp va conservar la carta com a "una mena de recordatori". Koepp també va rebre un suggeriment de la carta per afegir l′Estegosaure al guió.
Després d'acabar la novel·la, Crichton no va ser consultat sobre la pel·lícula de seqüela, i no va ser fins que va declinar aprovar certs drets de comercialització que va rebre una còpia del guió. Kathleen Kennedy, la productora executiva de la pel·lícula i productora de Parc Juràssic, va dir: "De la mateixa manera que Michael no veu el guió com una col·laboració, Steven va marxar i va fer la seva pròpia pel·lícula. Quan Michael va lliurar el llibre a Steven, sabia que el seu treball estava acabat". Quan Crichton va acabar la seva novel·la, Spielberg i Koepp ja havien estat discutint idees per a la pel·lícula per més d'un any. Per a l'adaptació, Koepp va intentar combinar les idees que ell i Spielberg van idear amb les de la novel·la de Crichton. Spielberg va dir que la part central de la novel·la mancava de narrativa, però que la configuració de Crichton era excel·lent, i va posar Spielberg i el seu equip en el camí correcte. Koepp va tenir un any per escriure el guió abans de començar el rodatge.
Per preparar-se abans d'escriure el guió, Spielberg va ser més insistent per a que Koepp mirés la pel·lícula de 1925, El món perdut, que en fer-li llegir la novel·la de Crichton, cosa que també va fer Koepp. Durant una primera reunió amb Koepp, Spielberg va determinar que si bé el conflicte principal de la pel·lícula original va implicar dinosaures herbívors contra dinosaures carnívors, el guió de la nova pel·lícula hauria d'implicar humans que siguin "recol·lectors" (observadors dels dinosaures) i "caçadors" (que capturen els dinosaures per a un zoo). Koepp va dir que la trama de la pel·lícula de 1962 Hatari!, sobre animals africans capturats per als zoològics, va tenir "una gran influència" en el guió de El món perdut.
Spielberg i Koepp van descartar moltes de les escenes i idees de la novel·la, en lloc d'haver optat per idear una nova història, tot i incloure dues idees de la novel·la que li agradaven a Spielberg: una segona illa poblada de dinosaures i una escena on la meitat d'un tràiler de dues parts penja d'un penya-segat després de ser atacat per T. rexs. També es va mantenir la idea del comportament de criança entre els dinosaures, així com un petit T. rex i un nen. El personatge de Robert Burke es basa en el paleontòleg Robert Bakker, que creu que el T. rex era un depredador. El paleontòleg rival Jack Horner, l'assessor tècnic de la pel·lícula, considerava que el dinosaure era protector i no intrínsecament agressiu. Horner va demanar que el personatge de Burke fos menjat pel T. rex, encara que Bakker va gaudir de l'escena i va creure que reivindicava la seva teoria que T. rex era un depredador.
La novel·la de Crichton gira al voltant de l'equip de Malcolm i un equip rival liderat pel rival corporatiu d'InGen, Biosyn, que va ser escrit a partir de l'adaptació cinematogràfica a favor de dos equips InGen competidors. Diversos personatges de la novel·la van ser exclosos de l'adaptació cinematogràfica, inclòs Lewis Dodgson, el líder de l'equip Biosyn, i l'enginyer d'equips de camp Doc Thorne, les característiques del qual es van implementar parcialment en la versió de la pel·lícula d'Eddie. Dos personatges nous que no apareixien a la novel·la van ser Nick i Roland. Per a aquests personatges, Koepp va triar els cognoms Tembo i Van Owen com a referència a una de les seves cançons preferides, "Roland the Headless Thompson Gunner", de Warren Zevon. Koepp va dir: "Atès que Roland és un mercenari a la cançó, semblava un bon nom per al caçador de lloguer a la nostra pel·lícula. Mentre hi estava, vaig pensar que seria divertit fer el cognom de la seva némesi Van Owen, com a la cançó". Spielberg va lamentar haver exclòs una escena del guió que hauria representat personatges en motocicletes que intentaven fugir dels Velociraptors, de manera similar a una seqüència de la novel·la. Es va afegir una versió alternativa de l'escena a la pel·lícula del 2015, Jurassic World.
Mentre que la novel·la de Crichton presentava dos personatges infantils, Kelly i Arby, Koepp els va combinar en un únic personatge també anomenat Kelly. Arby és un personatge negre, i l'actriu negra Vanessa Lee Chester va ser escollida per interpretar Kelly a la pel·lícula. Inicialment, Kelly havia de ser una alumna d'Ian Malcolm, tot i que Koepp va tenir dificultats perquè aquesta idea funcionés, dient que Malcolm "mai no donaria classes a l'escola primària, així que vaig pensar que potser l'estava donant tutories. Per què? Potser va rebre una multa per conduir ebri, i va haver de fer servei a la comunitat, així que està fent tutories en aquest institut del centre de la ciutat". Koepp va descartar aquesta idea per la seva similitud amb la pel·lícula de 1995 Dangerous Minds. Com que la pel·lícula tractaria sobre l'educació dels dinosaures, Koepp es va adonar que l'element de criança també s'hauria d'estendre als personatges humans. Spielberg va aprovar la idea de Koepp de tenir Kelly com a filla de Malcolm, tot i que inicialment no estaven segurs que una actriu negra interpretés la filla d'un pare blanc. Spielberg té dos fills negres adoptats, i ell i Koepp aviat van decidir retenir la idea. Koepp volia escriure una explicació al guió sobre la discrepància en el color de la pell, però va abandonar aquesta idea perquè no podia pensar en una manera d'abordar-la d'una manera senzilla.
Koepp es va referir a la novel·la original de Crichton Parc Juràssic per a algunes escenes que s'afegirien a l'adaptació cinematogràfica de El món perdut. L'escena de la mort de Dieter es va inspirar en la mort de John Hammond a la primera novel·la, on els Procompsognathus el maten. L'escena inicial de la pel·lícula prové d'un primer capítol de la primera novel·la que no es va utilitzar en l'adaptació cinematogràfica, on un Procompsognathus mossega una noia a la platja. La primera novel·la també incloïa una escena on els personatges s'amaguen darrere d'una cascada d'un T. rex; aquesta escena no es va utilitzar a la primera pel·lícula sinó que es va afegir a El món perdut: Jurassic Park, per a l'escena en què el T. rex es menja en Burke.
Els primers guions havien presentat dues seqüències de Pteranodon, inclosa una en la qual en Malcolm i el seu grup s'escapaven dels Velociraptors en ala delta per un penya-segat, només per trobar-se amb un Pteranodon. Una altra seqüència, que va estar planificada com a final de la pel·lícula, va implicar una batalla aèria on els pteranodons ataquen l'helicòpter que intentaven escapar de l'Illa Sorna. Spielberg també va considerar que els pteranodons caiguessin en picat i s'enduguessin humans i animals amb els seus grans becs, una idea que va ser rebutjada per Horner. Aquesta versió de la història presentava un poble obrer més gran a l'illa, mentre que la versió final del poble era només una quarta part del que es va dissenyar inicialment. Durant més d'un any, Spielberg i Koepp no estaven segurs de si incloure una escena amb un dinosaure en una ciutat. Koepp creia que aquesta escena només funcionaria durant un curt període abans de ser increïble.
Setmanes abans de començar el rodatge, Spielberg va decidir canviar el final per tenir el T. rex arrasant San Diego. Estava interessat a veure dinosaures atacant el continent, i ell creia que el públic gaudiria de l'escena de San Diego. Inicialment, Spielberg volia que aquesta escena es guardés per a una tercera pel·lícula, però més tard va decidir afegir-la a la segona quan es va adonar que probablement no dirigiria una altra pel·lícula de la sèrie. La seqüència és similar a una escena d'atac que implica un Brontosaure a Londres a la versió de 1925 de El món perdut, adaptada de la novel·la del mateix nom de 1912 de Sir Arthur Conan Doyle, ambdues van inspirar el títol de la novel·la de Crichton. Per a la seqüència de l'atac a San Diego, Spielberg va fer referència a pel·lícules de monstres com ara El monstre dels temps remots i Gorgo. El primer esborrany de Koepp del nou tercer acte es va completar una setmana després de parlar amb Spielberg, tot i que continuaria passant per revisions. Koepp va escriure un total de nou esborranys per a la pel·lícula. Els productors Colin Wilson i Gerald Molen volien que els Pteranodons romanguessin a la història, però finalment les criatures només van rebre una petita aparició en el pla final de la pel·lícula.

#### Càsting
El novembre de 1994, Richard Attenborough va dir que repetiria el seu paper de John Hammond de la primera pel·lícula. El 1995, Spielberg va conèixer Vanessa Lee Chester a l'estrena de La princeseta, en la qual va aparèixer. Chester va recordar més tard: "Mentre li estava signant un autògraf, em va dir que un dia em posaria en una pel·lícula". Spielberg es va reunir amb Chester l'any següent per parlar de El món perdut: Jurassic Park abans de convertir-la en la filla de Malcolm, la Kelly. Pete Postlethwaite va ser emès després que Spielberg va veure la seva actuació a la pel·lícula de 1993 En el nom del pare. Art Malik va rebutjar un paper a la pel·lícula.
L'abril de 1996, Julianne Moore estava en discussions per protagonitzar la pel·lícula al costat de Jeff Goldblum. Spielberg havia admirat l'actuació de Moore a El fugitiu. Dos mesos més tard, Peter Stormare estava en negociacions finals per unir-se al repartiment. Més tard a l'agost, Vince Vaughn es va unir al repartiment. Spielberg va quedar impressionat amb l'actuació de Vaughn a la pel·lícula Swingers, que va veure després que els cineastes li demanessin permís per utilitzar la música de la seva pel·lícula anterior, Tauró. Després de reunir-se amb Spielberg, Vaughn va ser emès sense haver de fer una prova de pantalla. L'actor indi M. R. Gopakumar va ser llançat inicialment com Ajay Sidhu l'agost de 1996, però no va poder participar en el projecte a causa de problemes per adquirir un permís de treball a temps per al rodatge. Va ser una de les sis persones considerades per al paper, que finalment va ser per a l'actor Harvey Jason.

### Rodatge
El dissenyador de producció Rick Carter va viatjar a Hawaii, després Puerto Rico, Nova Zelanda i Austràlia per buscar possibles llocs de rodatge. Costa Rica i Amèrica del Sud mai es van tenir en compte, ja que el rodatge hauria tingut lloc durant l'estació de pluges de la zona local. Tanmateix, la pel·lícula finalment va utilitzar efectes de so tropicals que es van gravar a Costa Rica. Al febrer de 1996, el nord de Nova Zelanda havia estat escollit com a lloc de rodatge. Mentre que la primera pel·lícula s'havia rodat a Kauai, Hawaii, els cineastes volien rodar la seqüela en un lloc diferent amb un nou paisatge. També es va triar Nova Zelanda perquè es creia que representava millor un entorn de dinosaure real, tot i que Crichton volia que la pel·lícula es rodés a Kauai.
L'agost de 1996, el comtat de Humboldt, Califòrnia, va ser escollit en lloc de Nova Zelanda, on el rodatge hauria estat massa costós. El comtat de Humboldt va oferir incentius financers que mantindrien els costos de producció de la pel·lícula més baixos. Oregon havia estat considerat abans que el comtat de Humboldt fos escollit. Els llocs de rodatge al comtat de Humboldt inclourien els boscos de sequoies d'Eureka, Califòrnia. Aquesta ubicació es va escollir perquè les investigacions van indicar que els dinosaures no habitaven hàbitats tropicals, sinó boscos com els d'Eureka.
El rodatge va començar el 5 de setembre de 1996 a Fern Canyon, part del Prairie Creek Redwoods State Park de Califòrnia. La producció va continuar al nord de Califòrnia durant dues setmanes en llocs com Eureka, Sue-meg State Park i propietat privada a Fieldbrook. El rodatge al comtat de Humboldt va concloure el 19 de setembre. Durant la tardor de 1996, el rodatge va continuar a l'escenari sonor dels Universal Studios Hollywood. El poble de treballadors del lloc B també es va construir allà i es va deixar intacte després de la filmació per formar part de la gira del parc temàtic. A causa de l'espai escènic limitat a Hollywood, l'equip de producció va haver d'alternar entre els diferents escenaris a Universal, amb els escenaris redecorats quan no s'utilitzaven per preparar-se per al rodatge futur.
El 1997 es va utilitzar Fleetwood Southwind Storm RV per representar el laboratori de tràilers mòbils. Es van crear diversos tràilers per al rodatge. Les escenes que involucren el tràiler laboratori es van rodar a Eureka i després es van rodar a Universal. Per a les escenes en què la meitat del tràiler penja d'un penya-segat, es va construir una muntanya sencera sobre l'estructura de l'aparcament d'Universal i el remolc es va penjar contra la muntanya amb una grua de 95 tones. Abans que el tràiler sigui llançat pel penya-segat, és atacat pels T. rexs adults que colpegen amb el cap contra el vehicle. Per a aquesta escena es van utilitzar versions animatròniques dels adults, i el dany al tràiler va ser autènticament causat per l'animatrònica més que per efectes d'ordinador. Plans que involucren tant l'animatrònica dels T. rexs i el tràiler junts es van filmar a l'escenari 24 d'Universal. Altres plans que involucren el tràiler es van filmar a l'escenari 27.
Una part de l'escena del tràiler es va filmar en una presa contínua amb un braç de grua de 7,9 m. La càmera seguiria l'actor Richard Schiff mentre el seu personatge va a la part del tràiler per llançar la corda als altres personatges, que estan atrapats a l'altre extrem del tràiler mentre penja sobre el costat del penya-segat. Aquesta presa requeria un temps precís per encertar, i també s'havia d'incorporar una pista dolly a l'escenari. Durant la filmació dins del tràiler, la càmera perdria l'enfocament a causa de la interferència d'alguna peça de l'equip electrònic dins del vehicle. Després de 15 preses fallides, l'equip de filmació va estar a punt de renunciar a la presa, fins que es va muntar un mecanisme d'enfocament remot a la càmera. Al final, l'equip de filmació va aconseguir tres bones preses al llarg de nou hores. Un altre problema va ser el resultat de l'escena que va tenir lloc durant una tempesta, ja que la pluja artificial va enfogar la lent de la càmera i els deflectors de pluja de la càmera van fallar. Mercedes aconsegueix una sòlida associació amb l'equip de producció. Efectivament, tots els vehicles utilitzats a la pel·lícula són Mercedes, des del camió d'investigació que allotja els protagonistes fins als cotxes que xoquen contra les cames del T-Rex quan ataca els carrers de San Diego.
Spielberg no va permetre els assajos del repartiment: "Vols capturar els actors quan tasten les paraules per primera vegada, quan es miren per primera vegada; aquest és el tipus de màgia que només pots aconseguir en un primer o segon intent". Spielberg volia que el seu cineatògraf veterà Dean Cundey tornés a El món perdut després de treballar en la pel·lícula anterior, tot i que Cundey estava ocupat preparant-se per dirigir Honey, We Shrunk Ourselves, així que Spielberg va triar Janusz Kamiński. Kamiński havia treballat amb Spielberg a La llista de Schindler, i va donar a El món perdut un aspecte més fosc i artístic respecte al seu predecessor, donant lloc a un enfocament "més elegant i ric" centrat en el contrast. i ombra. Gran part de la pel·lícula té lloc a la nit i Kamiński va mirar les pel·lícules Alien i Blade Runner com a referència visual. Koepp va ser el director de la segona unitat de la pel·lícula, després d'haver estat voluntari per al càrrec amb l'esperança d'aconseguir més experiència de director. El treball de la segona unitat va consistir en establir escenes, com ara gent travessant l'Illa Sorna, i escenes d'helicòpter. Quan Spielberg no estava disponible per al rodatge a causa d'un compromís familiar a Nova York, Koepp també es va fer càrrec de la primera unitat durant vuit dies de rodatge, durant el rodatge als escenaris de so d'Universal. Spielberg va supervisar el procés de rodatge mitjançant un vídeo per satèl·lit a Nova York durant la seva setmana de descans. A mesura que avançava la producció, Spielberg es va interessar cada cop menys per la seva pel·lícula. Més tard confessaria que li feia vergonya tornar a l'entreteniment de tipus mainstream després de La llista de Schindler.

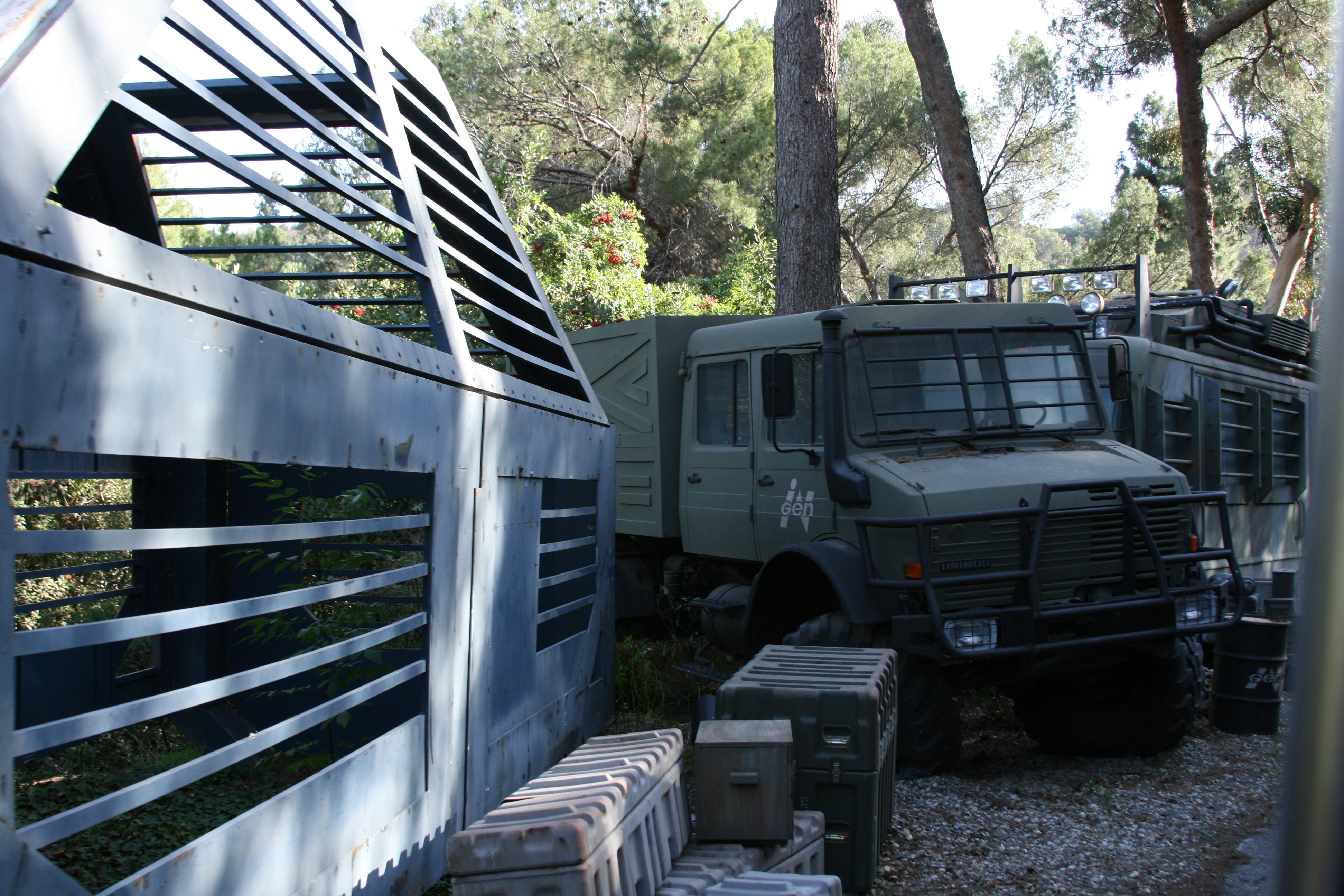
Gàbia de dinosaures i vehicle InGen utilitzat durant el rodatge.

El camp base dels caçadors d'InGen es va construir a l'escenari 12. A l'escenari 23, es va construir un gran barranc per a una escena en què un T. rex persegueix personatges en una petita cova amagada darrere d'una cascada. L'expert en efectes especials Michael Lantieri va construir la cascada artificial i l'escena es va rodar amb una Steadicam. Spielberg va estimar que gairebé la meitat de la pel·lícula es va rodar amb Steadicam, ja que va ser útil per a l'abundància d'escenes de persecució de la pel·lícula. Per a l'escena en què els Velociraptors ataquen l'equip InGen en un camp d'herba alta, Lantieri i un equip van començar a cultivar gespa real un any abans en vuit acres, ubicades a Newhall, Califòrnia. La superfície no permetia que es poguessin fer múltiples gravacions d'escenes, ja que qualsevol part d'herba que fos aplanada durant el rodatge no tornaria a créixer o posar-se en el seu estat normal. L'escena va ser filmada a principis de novembre de 1996.
Durant el novembre també es va rodar el furor del T. rex a San Diego. Tot i que la seqüència té lloc a San Diego, només s'hi va rodar una escena. Allà, un helicòpter InGen sobrevola el moll i s'enfila cap a la ciutat. La resta de seqüències es van rodar a Burbank, Califòrnia. Es va crear un moll de vuit escales i un vaixell en miniatura per a l'escena en què el T. rex arriba a San Diego. En una escena hi ha el T. rex esclafant un autobús en marxa i després xoca contra una botiga de Blockbuster Video. La botiga va construir-se com un plató en un solar buit a Burbank. Les escenes de San Diego es van rodar darrere de barricades per mantenir el secret; Spielberg va assenyalar que "semblava que s'estaven fent obres de manteniment de les carreteres". Diversos membres de l'equip de filmació van aparèixer des del Tiranosaure, amb Koepp acreditat com el "Bastard desafortunat" que és menjat durant una escena ambientada a San Diego. Les escenes que involucren la residència d'en Hammond es van rodar durant l'última setmana de rodatge, a la Mayfield Senior School a Pasadena, California. També es va rodar a Pasadena una escena on el personatge d'en Vaughn emergeix d'un llac.
Originalment, el rodatge s'havia de dur a terme durant cinc dies al desembre al Fiordland National Park de Nova Zelanda, on s'havia de rodar la seqüència d'obertura de la pel·lícula. A principis de desembre, els plans per filmar a Fiordland es van cancel·lar bruscament. La fotografia principal va concloure abans del previst l'11 de desembre. Tanmateix, a mitjans de desembre de 1996, es van aprovar els plans per rodar la seqüència d'obertura a una platja de Kauai després de la cancel·lació del rodatge de Nova Zelanda. El rodatge a Kauai estava en marxa el 20 de desembre, amb la intenció d'acabar dos dies més tard. Tot i que Spielberg es trobava a Kauai en aquell moment i havia visitat la producció, la seqüència d'obertura va ser filmada per un equip de segona unitat. La pel·lícula es va rodar amb un pressupost de 73 milions de dòlars.

### Espècies representades
Mentre que Parc Juràssic va incloure principalment els dinosaures animatrònics construïts per l'equip d'Stan Winston, El món perdut es basava més en les imatges generades per ordinador (CGI) d'Industrial Light & Magic (ILM). Això significava que la pel·lícula presentava plans més grans que oferien molt d'espai perquè els artistes digitals poguessin afegir els dinosaures. La pel·lícula compta amb 75 plans generats per ordinador. Una escena en què els caçadors apleguen un grup de dinosaures es va fer gairebé íntegrament amb criatures generades per ordinador. Una excepció van ser un grapat d'escenes del Paquicefalosaure.
Spielberg va seguir el consell de Horner per ajudar a mantenir els dinosaures científicament precisos en la seva major part, amb algunes excepcions. L'equip de disseny de Winston va modelar de prop els dinosaures basant-se en fets paleontològics, o en teories en determinats casos en què els fets no es coneixien definitivament. A més de l'animatrònica, l'equip de Winston també va pintar maquetes de dinosaures que posteriorment es crearien mitjançant CGI. Els animadors de l'ILM van anar al Six Flags Discovery Kingdom, llavors conegut com a Marine World/Africa USA per gravar en vídeo elefants, rèptils i rinoceronts, per determinar com fer que els dinosaures semblin més animals vius. Tot i que la tecnologia no havia avançat gaire des de l'estrena de la primera pel·lícula, Spielberg va assenyalar que "l'art de la gent creativa de l'ordinador" havia avançat: "Hi ha millor detall, molta millor il·luminació, millor to muscular i moviment en els animals. Quan un dinosaure transfereix pes del seu costat esquerre al seu dret, tot el moviment del greix i del tendó és més suau, més fisiològicament correcte". Tots els dinosaures utilitzaven servocontrols per als moviments facials.
Si bé la primera pel·lícula va mostrar que els dinosaures es podrien recrear adequadament mitjançant efectes especials, la seqüela va plantejar la qüestió de què es podria fer amb els dinosaures. Winston va dir: "Volia mostrar al món el que no van veure a Parc Juràssic: més dinosaures i més acció de dinosaures. “Més, més gran, millor” era el nostre lema. Alguns dels animatrònics van costar 1 milió de dòlars i pesaven nou tones i mitja. Lantieri, el supervisor d'efectes especials, va dir: "El gran robot del T. rex pot tirar dos G de força quan es mou de dreta a esquerra. Si pegues a algú amb això, el mataries. Així que, en cert sentit, nosaltres vam tractar els dinosaures com criatures vives i perilloses".
- Apatosaure (Brontosaure) apareix a la pel·lícula.
- Compsognat,[10] sobrenomenats "Compies" pels companys de Winston, són uns petits teròpodes carnívors que ataquen en grup. El supervisor d'efectes visuals Dennis Muren els va considerar el dinosaure digital més complex. La seva petita mida significava que els Compys tenien tot el cos visible i, per tant, necessitaven una major sensació de gravetat i pes. Un simple titella Compsognathus apareix a l'escena d'obertura, i la part on Dieter Stark va ser assassinat per la manada feia que Peter Stormare portava una jaqueta a la qual es van enganxar diversos Compies de goma.[54] A la pel·lícula, Burke identifica el dinosaure com Compsognathus triassicus, que en realitat és una espècie inexistent. El nom és una combinació de Compsognathus longipes i Procompsognathus triassicus.[34]
- Dilofosaure apareix a la pel·lícula.
- Gallimimus es mostra fugint dels caçadors d'InGen.
- Mamenchisaure es mostra a l'escena de persecució de dinosaures. El model Braquiosaure de la primera pel·lícula es va modificar per retratar el Mamenchisaurus, que va ser totalment generat per ordinador.[22]
- Paquicefalosaure, un dinosaure de 4,6 metres de llarg. Es van crear tres versions de la criatura per al rodatge: un titella hidràulica complet, un cap i un crani. Aquest últim va ser construït per suportar un gran impacte per a una escena en què el dinosaure colpeja el cap amb un dels vehicles caçadors. El titella Paquicefalosaure, un dels més complexos, va ser utilitzat per a una escena en què es captura el dinosaure. Les cames del titella es controlaven mitjançant la pneumàtica.[22]
- Parasaurolophus es mostra sent perseguit pels caçadors InGen. L'equip de Winston havia de crear una versió de titella de l'animal per a aquesta escena, però ILM finalment va crear l'animal mitjançant CGI, basant-se en el disseny d'un model en miniatura que l'equip de Winston havia creat. A més, una escena d'obertura anterior que va ser eliminada hauria presentat un vaixell d'arrossegament japonès adquirint un Parasaurolophus parcialment descompost a la seva xarxa, que es trencaria amb el pes, permetent que el cos s'enfonsés de nou a l'oceà. L'equip de Winston va crear un pràctic Parasaurolophus per a l'escena abans de ser eliminat, tot i que la carcassa encara es va utilitzar per a una escena ambientada en un niu de T. rex.[71]
- Pteranòdon apareix al final de la pel·lícula.[34]
- Estegosaure va ser, segons Spielberg, inclòs "per demanda popular". L'equip de Winston va crear versions a mida completa de l′Estegosaure infantil i adult, però Spielberg finalment va optar per emprar una versió digital per als adults perquè poguessin ser més mòbils.[54] El petit Estegosaure feia 2,4 m de llarg i pesava 180 kg. Va ser enviat al bosc de sequoies per al rodatge in situ. Els estegosaures adults feien 7,9 m de llarg i 4,9 m d'alçada. Tot i que també es van portar al bosc per filmar, finalment no es van utilitzar per problemes de mobilitat i seguretat. Un Estegosaure de mida completa només es mostra en una breu fotografia, en què l'animal està engabiat.[34]
- Triceratops es mostra sent perseguit pels caçadors InGen. L'equip de Winston també va crear un petit Triceratops per a una fotografia que representa l'animal en una gàbia. Al principi s'havia previst un petit Triceratops per a la primera pel·lícula, abans de ser eliminat.[34]
- Tiranosaure es presenta com una família, amb dos adults i un nadó.[54] El T. rex animatrònic de la primera pel·lícula també es va utilitzar per a El món perdut, i Winston i el seu equip també van construir un segon T. rex adult per a la seqüela.[10] Amb dos pràctics T. rexs es requeria el doble de treball i titellaires.[54] L'animatrònica dels T. rex adults es van crear des del cap fins a la meitat del cos, mentre que les fotografies de cos sencer es van crear mitjançant CGI.[60] Els animatrònics pesaven nou tones cadascun i costaven 1 milió de dòlars cadascun.[15][18] Per a la seqüència del tràiler mòbil, es va construir una pista de 24 m al sòl de l'escenari, que permetia els T. rexs moure's cap enrere i cap endavant.[60] Els T. rexs adults no es van poder traslladar de la seva ubicació a l'Escenari 24, de manera que es van haver de construir nous conjunts al voltant de l'animatrònica a mesura que avançava el rodatge.[10][54] L'animatrònica es va utilitzar principalment per a l'escena en què els T. rexs maten l'Eddie, amb l'excepció de dos escenes CGI: quan els animals surten del bosc i quan trenquen el cos d'Eddie per la meitat. En cas contrari, els animatrònics s'utilitzaven per a escenes en què els animals destrossaven el vehicle per arribar a l'Eddie. Filmar l'escena amb els animatrònics va requerir una estreta col·laboració amb un coordinador d'acrobàcies. Un T. rex animatrònic també es va utilitzar en escenes que representaven la mort de Burke i Ludlow.[34]
  - El petit T. rex tenia dues versions pràctiques diferents, una versió controlada a distància "completament continguda" que els actors podien portar, i una híbrida accionada tant per sistemes hidràulics com per cables que es trobaven a la taula d'operacions, i tenia la complexitat afegida de moure's mentre Vince Vaughn sostenia el seu cap.[54]
- Velociraptor tenia una versió mecànica que representava la meitat superior del seu cos, i un raptor d'ordinador digital de moviment complet.[35] També s'havia considerat un "super-raptor" per a la pel·lícula, però Spielberg el va rebutjar, dient que era "una mica massa fora d'una pel·lícula de terror. No volia crear un extraterrestre".[19]

## Banda sonora
Per a la seqüela, el compositor John Williams va evitar utilitzar la majoria dels temes principals de la pel·lícula anterior, escrivint una partitura més orientada a l'acció. La banda sonora es va estrenar el 20 de maig de 1997. Juntament amb la banda sonora de la primera pel·lícula, va ser re-llançada i remasteritzada el 29 de novembre de 2016.

## Màrqueting
El febrer de 1997, Universal va anunciar una campanya de màrqueting de 250 milions de dòlars amb 70 socis promocionals. Fins i tot era més extensa que la de Parc Juràssic. Els principals socis van ser Burger King, la promoció del qual va ser simultània a una d'una altra franquícia basada en dinosaures d'Universal, The Land Before Time; JVC i Mercedes-Benz, els productes dels quals apareixen a la pel·lícula; i Timberland Co., fent la seva primera pel·lícula vinculada. Un altre soci era una empresa germana d'Universal de Seagram i Tropicana Products. Altres socis promocionals es poden incloure Hamburger Helper i Betty Crocker, mentre que General Mills va introduir el cereal Jurassic Park Crunch. Els treballs derivats inclouen diversos videojocs, incloent-hi una màquina de pinball i una màquina recreativa de Sega, i una sèrie de còmics de quatre parts publicada per Topps Comics.
Altres objectes promocionals incloïen una línia de figures de joguines d'acció de Kenner i vehicles amb control remot de Tyco, així com un joc de taula de Milton Bradley Company. També es van produir barretes de xocolata Hershey's que presentaven patrons de dinosaures hologràfics. Universal esperava que els beneficis promocionals superessin els 1.000 milions de dòlars. Inspirat-se en Parc Juràssic, Ford Explorer i Mercedes-Benz van signar un acord de suport per utilitzar la pel·lícula per presentar el seu primer vehicle utilitari esportiu, el W163.

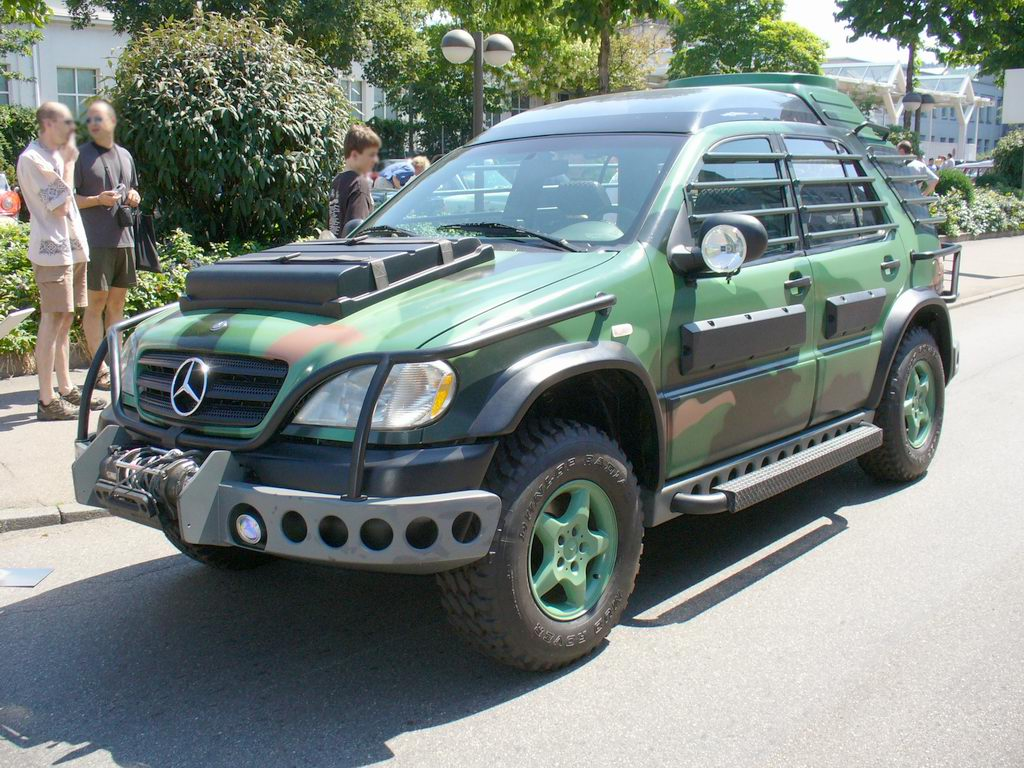
El Mercedes-Benz W163 utilitzat a la pel·lícula, exposat al Museu Mercedes-Benz a Alemanya.

El 13 de desembre de 1996, una versió especial del tràiler de la pel·lícula va debutar a 42 sales dels Estats Units i Canadà, amb un cost de 14.000 dòlars per cada sala; el tràiler utilitzava llum estroboscòpica sincronitzada que imitaven els llamps durant una escena de pluja. El primer tràiler de la pel·lícula es va emetre el 26 de gener de 1997 durant Super Bowl XXXI. Una exposició itinerant, The Lost World: The Life and Death of Dinosaurs, va sortir de gira el maig de 1997, coincidint amb l'estrena de la pel·lícula. L'exposició es va produir en relació amb la pel·lícula, i la seva atracció principal era una recreació de més de 20 metres de llarg d'un Mamenchisaurus.
També es va crear un lloc web detallat per a la pel·lícula, i va proporcionar una història de fons per a personatges i esdeveniments no referenciats a la pel·lícula. Poc després de l'estrena de la pel·lícula, els pirates informàtics van irrompre al lloc web i van canviar breument el logotip de la pel·lícula per mostrar un ànec en lloc d'una "T. rex". El títol de la pel·lícula al logotip també es va canviar a The Duck World: Jurassic Pond. Universal va negar que el pirateig fos un truc publicitari per promocionar la pel·lícula, afirmant que es va remuntar a un "nen hacker de 16 anys de l'Est". El lloc web encara estava en línia en 2017.

## Estrena

### Cinema
El món perdut: Jurassic Park va ser estrenada el 19 de maig de 1997, al cine Cineplex Odeon a Universal City, Califòrnia. El Los Angeles Times va qualificar l'estrena de "perfil baix". La pel·lícula es va estrenar el 23 de maig de 1997, rebent l'estrena més àmplia d'una pel·lícula fins llavors estrenada a 3.281 sales. amb les preestrenes que van comença a les 22 h. la nit abans. La pel·lícula es va expandir a 3.565 sales en el seu quart cap de setmana. També va ser la primera pel·lícula que va utilitzar el logotip d'Universal Pictures de 1997-2012, acompanyada de la seva fanfàrria de Jerry Goldsmith.

### Mercat domèstic
El món perdut: Jurassic Park va fer el seu debut en vídeo domèstic en versions VHS i LaserDisc certificades per THX el 4 de novembre de 1997, acompanyades d'una campanya promocional de 50 milions de dòlars.
Fox va pagar 80 milions de dòlars pels drets de difusió de El món perdut: Jurassic Park, que va debutar l'1 de novembre de 1998. La versió televisiva va ser ampliada amb escenes esborrades, que incloïa la destitució de John Hammond per executius d'InGen.
El món perdut: Jurassic Park va ser llançat en DVD en edició de col·leccionista el 10 d'octubre de 2000, tant en versions de pantalla panoràmica (1.85:1) com pantalla completa (1.33:1), en una versió box set amb el seu predecessor Parc Juràssic. Les pel·lícules també es van presentar en una caixa de luxe d'edició limitada que inclou ambdós DVD, àlbums de bandes sonores, dues fotografies lenticulars d'ambdues pel·lícules i un certificat d'autenticitat signat pel plató. productors, dins d'una caixa de col·leccionista. Després de l'estrena de la seqüela Jurassic Park III, també es van posar a disposició sets de cofres que inclouen les tres pel·lícules, com Jurassic Park Trilogy l'11 de desembre de 2001, and as the Jurassic Park Adventure Pack on November 29, 2005. El món perdut va estar disponible per primera vegada en Blu-ray el 25 d'octubre de 2011, com a part d'un llançament de la trilogia. Tota la sèrie de pel·lícules "Parc Juràssic" es va estrenar en Blu-Ray 4K UHD el 22 de maig de 2018.

## Rebuda de la crítica

### Taquilla
El món perdut va guanyar 72,1 milions de dòlars el cap de setmana d'obertura (92,7 milions de dòlars per a les vacances de quatre dies del Dia dels Caiguts als Estats Units, inclosos 2,6 milions de dòlars de les previsualitzacions de dijous a la nit) als EUA, que va ser el cap de setmana d'obertura més gran fins aquell moment, superant a Batman Forever. Això la va convertir en la primera pel·lícula a assolir la marca dels 70 milions de dòlars durant un cap de setmana d'estrena. Durant quatre anys i mig, la pel·lícula va mantenir aquest rècord fins a l'estrena de Harry Potter i la pedra filosofal el novembre de 2001. La pel·lícula també va tenir el cap de setmana d'estrena de maig més gran, superant els rècords anteriors de Twister i Missió: Impossible. Mantindria aquest rècord fins al 2002 quan Spider-Man el va prendre. A més, va superar Missió: Impossible per tenir la major recaptació del cap de setmana del Dia dels Caiguts, així com tres rècords d'obertura de Independence Day. El 2004, Shrek 2 va batre el rècord de El món perdut per tenir la major taquilla del cap de setmana del Dia dels Caiguts. Aquella pel·lícula mantindria aquest rècord durant dos anys fins que es va donar a X-Men: La decisió final el 2006, que també va aconseguir el rècord de El món perdut per tenir l'estrena més alta del cap de setmana del Dia dels Caiguts. A més, va tenir el cap de setmana d'estrena més alt per a una pel·lícula de Steven Spielberg, que va durar aquest rècord durant una dècada abans de ser destronat per Indiana Jones i el regne de la calavera de cristall el 2008. Després, el 2009, Fast & Furious va superar El món perdut per tenir el cap de setmana d'estrena més gran de qualsevol pel·lícula d'Universal.
El món perdut també va batre diversos altres rècords de taquilla. La pel·lícula va guanyar 21,6 milions de dòlars a l'estrena de divendres i 24,4 milions de dòlars el segon dia, la qual cosa la converteix en la recaptació més alta de divendres i dissabte. Si bé el rècord de divendres el va prendre Toy Story 2 el 1999, la pel·lícula va continuar mantenint el rècord de dissabte durant dos anys més fins que The Mummy Returns el va superar. També va aconseguir el rècord de la recaptació de taquilla més alta d'un sol dia de 26,1 milions de dòlars el 25 de maig. un rècord mantingut fins a l'estrena de Star Wars Episode I: The Phantom Menace el 1999. Es va convertir en la pel·lícula més ràpida en superar els 100 milions de dòlars, aconseguint la gesta en només sis dies. Aquesta també va ser la pel·lícula més ràpida de Spielberg en superar aquesta marca, mantenint aquest rècord fins que La guerra dels mons la va superar el 2005, i va trigar cinc dies a fer-ho. Quan la pel·lícula va debutar el 23 de maig, va tenir el major nombre de projeccions, amb 3.281 sales. Això va batre el rècord que també tenia Mission: Impossible. No obstant això, malgrat aquests rècords, la seva recaptació total de taquilla va caure per sota del total de la pel·lícula original. La venda d'entrades va baixar un 62% el segon cap de setmana. La pel·lícula va guanyar 34,1 milions de dòlars durant el seu segon cap de setmana, convertint-se en la el quart segon cap de setmana més taquiller de tots els temps, després del seu predecessor Parc Juràssic, Twister i Independence Day. Durant les properes setmanes, El món perdut competiria contra altres pel·lícules de gran èxit estrenades durant aquell estiu, com ara Hèrcules, Face/Off, Homes de Negre, Con Air, George of the Jungle, Batman i Robin i Speed 2: Cruise Control. A Tailàndia, El món perdut es va convertir en la pel·lícula més taquillera del país de tots els temps. Finalment, va recaptar 229,1 milions de dòlars als EUA i 389,5 milions de dòlars internacionals, per un total de 618,6 milions de dòlars a tot el món. convertint-se en la segona pel·lícula més taquillera del 1997 darrere de Titanic. La pel·lícula va vendre aproximadament 49.910.000 entrades a l'Amèrica del Nord.

### Resposta crítica
El món perdut: Jurassic Park es va publicar amb crítiques diverses. Al lloc web d'agregació de ressenyes Rotten Tomatoes, la pel·lícula té una puntuació d'aprovació del 54% basada en 83 ressenyes i una puntuació mitjana de 5,7/10. El consens crític del lloc diu: "El món perdut demostra fins a quin punt han arribat els efectes de CG en els quatre anys des de Parc Juràssic; malauradament, també demostra el difícil que pot ser crear una seqüela realment convincent." A Metacritic, la pel·lícula té una valoració mitjana ponderada de 59 sobre 100, basada en 18 crítics, que indica "crítiques mixtes o mitjanes". El públic enquestat per CinemaScore va donar a la pel·lícula una nota mitjana de "B+" en una escala d'A+ a F.
Roger Ebert, que va donar tres estrelles a la primera pel·lícula, va donar només dues estrelles a El món perdut, i va escriure: "Es pot dir que les criatures d'aquesta pel·lícula transcendeixen qualsevol signe visible d'efectes especials i semblen caminar per la terra, però no s'aporta el mateix realisme als personatges humans, que estan lligats per convencions argumentals i fórmules d'acció". Gene Siskel del Chicago Tribune també va donar dues estrelles a la pel·lícula i va dir: "Em va decebre tant com em va emocionar perquè 'El món perdut' no té un element bàsic de les pel·lícules d'aventures de Steven Spielberg: personatges apassionants. […] Fins i tot al 'Parc Juràssic' original, els dinosaures, per no parlar dels éssers humans, tenien personalitats més diferents que les que tenen aquí. Tret d'efectes especials superiors, arriba 'El món perdut' com a material reciclat".
Kevin Thomas, del Los Angeles Times, va veure un desenvolupament millorat del personatge respecte a l'original: "Semblava un gran error a Parc Juràssic deixar de banda el seu personatge més interessant, el brillant i lliure. El teòric reflexiu i obert Ian Malcolm (Jeff Goldblum) amb una cama trencada, però en el seu traç més inspirat, El món perdut fa tornar en Malcolm i el situa al davant i al centre", citant "un plaer veure professionals tan astuts com Goldblum i Attenborough s'enfronten entre ells amb enginy i seguretat". Stephen Holden de The New York Times dient: "El món perdut, a diferència de Parc Juràssic, humanitza els seus monstres d'una manera que E.T. ho entendria". Owen Gleiberman de Entertainment Weekly va donar a la pel·lícula una nota B; també va comentar: "El senyor T-Rex va ser genial a la primera pel·lícula de Spielberg, és clar, però no va ser fins a [va ser a] San Diego que les coses es van tornar boges. És el vell enigma de l′"arbre que cau al bosc": A menys que el teu monstre gegant estigui causant danys materials massius, realment pots anomenar-lo un monstre gegant?"
Spielberg va dir que durant la producció es va sentir cada cop més desencantat amb la pel·lícula:
| « | "Em vaig colpejar... em vaig impacientar cada cop més amb mi mateix... Em va fer pensar en fer una pel·lícula conversativa, perquè de vegades tenia la sensació que només estava fent aquesta gran pel·lícula de rugit mut... Em vaig trobar dient, 'Això és tot? No n'hi ha prou'". | » |

Spielberg va lamentar que els personatges de la pel·lícula siguin conscients que aniran a una illa de dinosaures, a diferència de la pel·lícula anterior. Més tard va dir que coneix una raó important per la qual les seves seqüeles solen no estar a l'altura de la qualitat de les seves pel·lícules originals:
| « | "Les meves seqüeles no són tan bones com les meves originals perquè vaig a totes les seqüeles que he fet i estic massa confiat. Aquesta pel·lícula va guanyar milers de milions de dòlars, cosa que justifica la seqüela, així que entro com si fos un cop i acabo fent una pel·lícula inferior a l'anterior. Parlo de El món perdut i Parc Juràssic". | » |

#### Retrospectiva
Les crítiques posteriors també s'han barrejat. El crític Tim Brayton el va descriure com "el pitjor que Steven Spielberg ha fet mai". El 2015, Matt Goldberg de Collider va escriure que la pel·lícula se sent "com el treball d'un protegit de Spielberg. Tots els ritmes estan al seu lloc, però és una imitació". Considerava la pel·lícula inferior a la seva predecessora. El 2018, Brian Silliman de Syfy Wire va citar la pel·lícula com un exemple estrany d'una adaptació cinematogràfica que és millor que la seva contrapart de novel·la. En particular, va elogiar l'afegiment de Postlethwaite i el seu personatge. No obstant això, Stephanie Williams de Syfy Wire va considerar la novel·la superior, trobant-la més plena d'acció i emocionant alhora que es pren el seu temps "per respirar amb aquestes majestuoses criatures", mentre que la pel·lícula té "molt més gent corrent i cridant". Bilge Ebiri de Vulture va revisar la pel·lícula el 2020, elogiant els elements de terror i escrivint que "podria ser la pel·lícula més desagradable de Spielberg: una sèrie veritablement dement d'acció i escenografies de terror majoritàriament sense paraules, la competència tècnica de la qual només es compara per la seva crueltat". En canvi, Jacob Hall de /Film la va comparar negativament amb la pel·lícula de 1984 de Spielberg Indiana Jones i el temple maleït, escrivint que El món perdut transforma "personatges intel·ligents en ximples idiotes", augmenta "el volum i el caos alhora que desactiva el misteri i el temor", i substitueix "l'emoció per violència i crueltat".

### Elogis
| Premi                            | Data de la cerimònia    | Categoria                                                                                                   | Destinataris                                                   | Resultat  | Ref(s)          |
| -------------------------------- | ----------------------- | --- | -------------------------------------------------------------- | --------- | --------------- |
| Premis de l'Acadèmia             | 23 de març de 1998      | Millors efectes visuals                                                                                     | Dennis Muren, Stan Winston, Randal M. Dutra i Michael Lantieri | Nominat   | [ 160 ]         |
| Blockbuster Entertainment Awards | 10 de març de 1998      | Actor preferit: ciència-ficció                                                                              | Jeff Goldblum                                                  | Nominat   | [ 161 ]         |
| Blockbuster Entertainment Awards | 10 de març de 1998      | Actriu preferida: ciència-ficció                                                                            | Julianne Moore                                                 | Nominat   | [ 161 ]         |
| Premi Golden Raspberry           | 22 de març de 1998      | El pitjor remake o seqüela                                                                                  |                                                                | Nominat   | [ 162 ]         |
| Premi Golden Raspberry           | 22 de març de 1998      | El pitjor menyspreu imprudent de la vida humana i la propietat pública                                      |                                                                | Nominat   | [ 162 ]         |
| Premi Golden Raspberry           | 22 de març de 1998      | El pitjor guió                                                                                              | David Koepp, basat en la novel·la de Michael Crichton          | Nominat   | [ 162 ]         |
| Premis Grammy                    | 25 de febrer de 1998    | Millor Composició Instrumental                                                                              | John Williams                                                  | Nominat   | [ 163 ]         |
| Image Awards                     | 13-14 de febrer de 1998 | Millor actor/actriu juvenil                                                                                 | Vanessa Lee Chester                                            | Nominat   | [ 164 ]         |
| MTV Movie Awards                 | 30 de maig de 1998      | Millor seqüència d'acció                                                                                    | T-Rex ataca San Diego                                          | Nominat   | [ 165 ] [ 166 ] |
| Rembrandt Awards                 | 1998                    | Millor director                                                                                             | Steven Spielberg                                               | Guanyador | [ 167 ]         |
| Premis Satellite                 | 22 de febrer de 1998    | Millor pel·lícula: animació o tècnica mixta                                                                 |                                                                | Nominat   | [ 168 ]         |
| Premis Saturn                    | 10 de juny de 1998      | Millor pel·lícula de fantasia                                                                               |                                                                | Nominat   | [ 169 ]         |
| Premis Saturn                    | 10 de juny de 1998      | Millor director                                                                                             | Steven Spielberg                                               | Nominat   | [ 169 ]         |
| Premis Saturn                    | 10 de juny de 1998      | Millor actor secundari                                                                                      | Pete Postlethwaite                                             | Nominat   | [ 169 ]         |
| Premis Saturn                    | 10 de juny de 1998      | Millor interpretació d'un actor jove                                                                        | Vanessa Lee Chester                                            | Nominat   | [ 169 ]         |
| Premis Saturn                    | 10 de juny de 1998      | Millors efectes especials                                                                                   | Dennis Muren, Stan Winston, Randal M. Dutra i Michael Lantieri | Nominat   | [ 169 ]         |
| Stinkers Bad Movie Awards        | 1998                    | El pitjor guió per a una pel·lícula que guanya més de 100 milions de dòlars a tot el món amb Hollywood Math |                                                                | Nominat   | [ 170 ]         |
| Stinkers Bad Movie Awards        | 1998                    | La pitjor seqüela                                                                                           |                                                                | Nominat   | [ 170 ]         |